# Paschen (månkrater)
För andra betydelser, se Paschen.
Paschen är en nedslagskrater på månens baksida. Paschen har fått sitt namn efter den tyske fysikern Friedrich Paschen.

## Satellitkratrar
| Paschen | Latitud | Longitud | Diameter |
| ------- | ------- | -------- | -------- |
| G       | 14.3° S | 135.4° V | 29 km    |
| H       | 16.0° S | 135.6° V | 27 km    |
| K       | 17.9° S | 138.9° V | 57 km    |
| L       | 16.4° S | 139.5° V | 38 km    |
| M       | 16.1° S | 140.0° V | 94 km    |
| S       | 14.5° S | 142.0° V | 48 km    |
| U       | 13.2° S | 143.0° V | 29 km    |